# باد کانشتات
باد کانشتات (به آلمانی: Bad Cannstatt) یک منطقهٔ مسکونی در آلمان است که در اشتوتگارت واقع شده‌است.